# Археанактиди

Боспорська держава

Археанактиди (грец. Ἀρχαιανακτίδαι) — перша історична династія «правителів» на Боспорі Кимерійському. Єдиним наразі відомим джерелом щодо Археанактидів є стисле, у одне речення, повідомлення Діодора Сицилійського (Іст. Бібл., XII, 31, 1.):

| «У Азії династія Кимерійського Боспора, чиї царі, відомі як Археанактиди, правили протягом сорока двох років, а їхній наступник Спарток — сім років.»[1] |

## Сучасний стан досліджень
Отже, сучасний стан досліджень дає підстави для таких припущень:
1. близько 480 р. до н. е., під тиском скіфської орди,[2] поліси східного Криму об'єдналися у амфіктіонію[3] навколо храма Аполона у Пантикапеї;
2. цю амфіктіонію очолив жрець храму Аполона Археанакт, який й започаткував династію Археанактидів, що очолювала це об'єднання наступні 42 роки;
3. вважати це об'єднання полісів єдиною державою наразі немає жодних підстав;[2]
4. фундатор династії походить з Мілету, у епонімному каталозі якого (Miletos 103 [Архівовано 1 грудня 2018 у Wayback Machine.]) зберіглося ім'я епоніма 516 / 515 до н. е. Кізіка Археанактова (грец. Κυζικῆς Άρχεάνακτος), тому, ймовірно, Археанакт (бл. 520—460) є старшим сином згаданого Кізіка, названим на честь свого діда (вельми поширена традиція за часів Давньої Греції), який залишив Мілет після невдалого антиперського повстання;[4]
5. наразі точно не невідомі як імена представників цієї династії, так й будь-які факти з історії Боспору того часу, але існують теорії з цього приводу;
6. у 438/7 р. до н. е. влада на Боспорі перейшла від Археанактидів до Спартока.

Археанактиди могли встановити зв'язки з правителями Самоса, які на той час мали конфлікт з Афінами. В результаті Афіни організували Понтійську експедицію Перікла, який захопив міста Північного Причорномор'я, а влада Археанактидів була повалена. В Боспорі почав правити засновник нової династії Спарток I. 
Слід зазначити, що переважна кількість наведених тез залишаються на рівні непідтверджених гіпотез, й з подальшим надходженням нових джерел чи фактів можуть як підтвердитися, так й спростуватися.